# Национални парк Агуљас
Национални парк Агуљас је јужноафрички национални парк који се налази у равници Агуљас у јужном региону Оверберг Западног Кејпа, око 200 км југоисточно од Кејптауна. Парк се простире дуж обалне равнице између градова Гансбај и Струисбај и обухвата јужни врх Африке на Игленом рту.  Покривена је површином од 20.959 хектара.  Иако је један од најмањих националних паркова у Јужној Африци,  има 2.000 аутохтоних биљних врста и мочварно подручје које пружа уточиште птицама и водоземцима.

## Тачке од интереса
Примарна туристичка атракција у парку је Иглени рт, најјужнији врх Африке и званично место сусрета Атлантског и Индијског океана. У близини се налази светионик Агуљас, други најстарији светионик у Јужној Африци, који такође укључује мали музеј и чајџиницу.
- Посматрање китова у сезони - од новембра до јануара.
- Животиње које треба видети су јужни десни кит, афричка црна буковача итд.